# Chiryū-juku

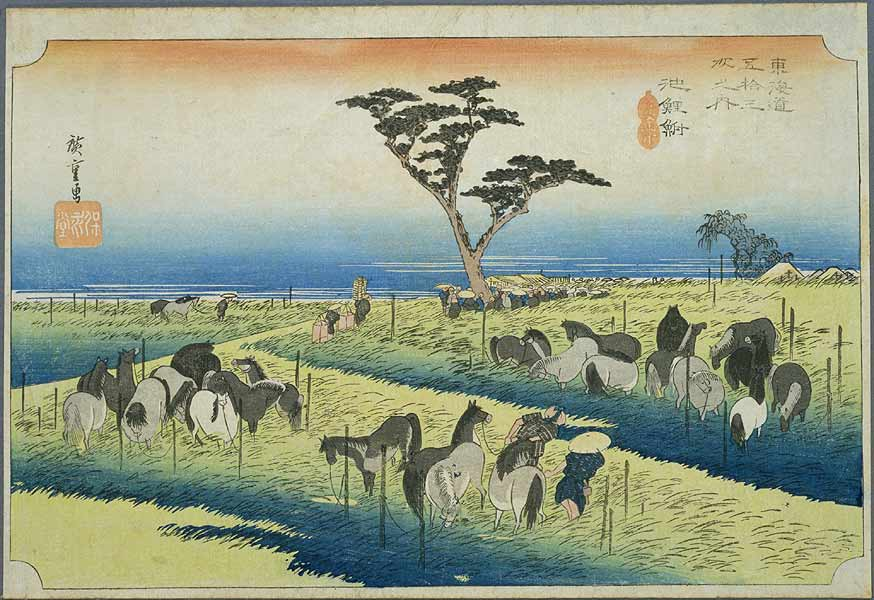
Chiryū-juku dans les années 1830, estampe de Hiroshige de la série Les Cinquante-trois Stations du Tōkaidō.

Chiryū-juku (池鯉鮒宿, Chiryū-shuku) était la trente-neuvième des cinquante-trois stations du Tōkaidō. Elle est située dans la ville moderne de Chiryū, préfecture d'Aichi au Japon. Durant la période Edo, c'était la station la plus occidentale de la province de Mikawa. Elle se trouvait à 330 km de Nihonbashi, le point de départ du Tōkaidō, aussi fallait-il approximativement dix jours pour s'y rendre.

## Histoire
Chiryū-juku était connue pour un sanctuaire shinto renommé, le Chiryū daimyōjin, et aussi pour son marché équestre florissant qui se tenait chaque année de fin avril à début mai. Tokugawa Ieyasu ordonna que la station plante des pins rouges du Japon le long de la route avant et après la ville. L'estampe classique ukiyoe d'Ando Hiroshige (édition Hoeido) de 1831 à 1834 montre des chevaux et aussi un de ces pins. Quand Hiroshige peignit son estampe de la station pour Les Cinquante-trois Stations du Tōkaidō, il l'intitula Marché équestre d'été (首夏馬市, Shuka umaichi).